# Dard (Terre du Milieu)
Pour les articles homonymes, voir Dard.

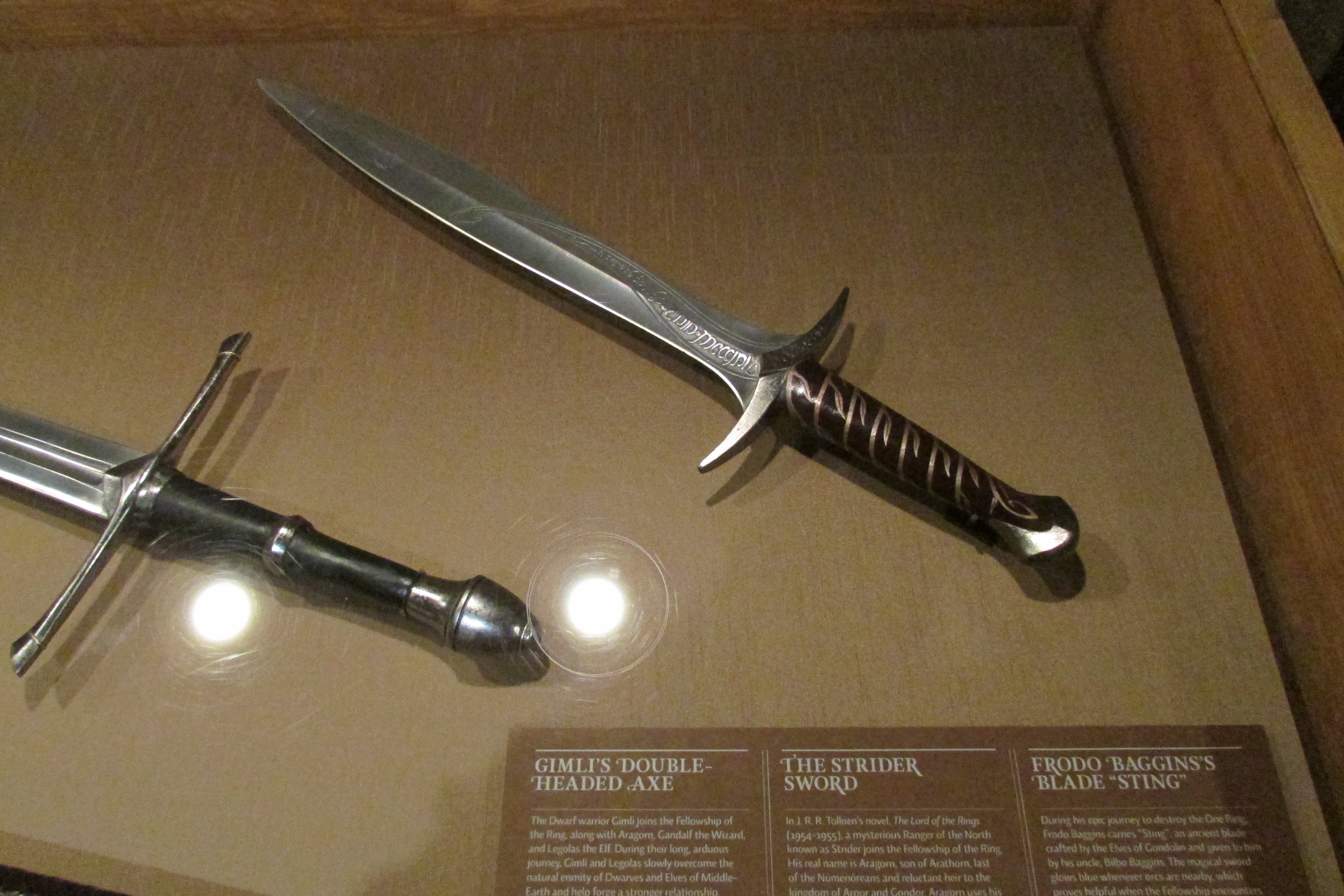
Dard au musée EMP de Seattle

Dard (Sting en anglais) est une dague qui apparaît dans les romans de J. R. R. Tolkien Le Hobbit et Le Seigneur des anneaux. Elle est l'arme des hobbits Bilbon, puis Frodon Sacquet.

## Histoire
Dard est tout d'abord une lame sans nom que le hobbit Bilbon Sacquet découvre dans une caverne de trolls, en même temps que le mage Gandalf et le nain Thorin découvrent leurs épées respectives, Glamdring et Orcrist. Bien qu'il ne s'agisse que d'une dague, elle correspond à une épée courte pour une créature de la taille du hobbit. Il s'avère que, comme les épées de Gandalf et Thorin, cette dague a été forgée par les elfes de Gondolin au Premier Âge, et elle a pour caractéristique de briller d'une lueur bleue lorsque des orques sont proches. Elle n'acquiert son nom que plus tard dans l'aventure, après que Bilbon, perdu dans la forêt de Grand'Peur, l'utilise pour tuer une araignée menaçante.
Au terme de son aventure, Bilbon, rentré chez lui à Cul-de-Sac, accroche Dard au-dessus de sa cheminée. Il l'emporte avec lui lorsqu'il quitte la Comté pour Fondcombe, et la remet par la suite, avec sa cotte de mailles en mithril, à son neveu Frodon Sacquet, contraint à son tour de quitter la sécurité de la Comté. Elle s'avère particulièrement précieuse pour domestiquer Gollum, puis pour trancher les toiles d'Arachne. Sam Gamegie récupère Dard lorsqu'il croit son maître Frodon mort, empoisonné par le venin d'Arachne, et l'utilise contre les orques de Cirith Ungol. Lorsqu'il retrouve Frodon, ce dernier, épuisé, lui laisse Dard, mais Sam finit par la lui rendre au moment des célébrations sur le champ de Cormallen.

## Analyse
Claire Jardillier suggère un parallèle entre Dard et la lueur qu'elle émet en présence d'orques et l'épée de Rhydderch Hael Blanche-Garde (Dyrnwyn), l'un des treize trésors de l'île de Bretagne, qui s'enflamme lorsqu'elle est tirée par un homme courageux.

## Adaptations
Dans l'adaptation du Seigneur des anneaux réalisée par Peter Jackson (2001-2003), Dard porte une inscription en tengwar conçue par David Salo : « Maegnas aen estar nín, dagnir in yngyl im », traduction de « Dard est mon nom, je suis le fléau des araignées » en néo-sindarin. Dans l'adaptation Le Hobbit, également réalisée par Peter Jackson, Dard est de retour : l'épée est exactement la même, à l'exception de l'inscription, absente puisque Bilbon ne l'a pas encore baptisée.